# 레드 이즈 더 로즈
레드 이즈 더 로즈(영어: Red is the Rose)는 아일랜드의 고전 포크송이다. 흔히 이 곡은 더 클랜시 브라더스의 토미 메이컴이 지은 것으로 오해하지만, 실제로는 아일랜드 고전 포크송이다. 스코틀랜드 고전 포크송인 로크 로몬드와 가락이 거의 일치한다. 이는 두 나라가 같은 켈트 국가이고, 서로 문화 교류가 많기 때문이다. 남성 화자가 부르는 사랑의 노래로, 이루어지지 못한 사랑에 대한 슬픔과 탄식을 다루고 있다. 가사는 하단 링크 참조.
수사법을 보면 대화체 형식으로 되어 있으나, 대화체는 아니고 남성 화자의 말만 나온다. 사랑하는 여성에게 화자가 말을 건네고 있다. 코러스는 비교법을 사용하고 있다. 제목에도 나오는 장미꽃, 골짜기의 백합, 보인(Boyne)강의 맑은 물보다도 화자가 사랑하는 여성이 더 아름답다고 표현하고 있다. 화자는 달빛 아래에서 사랑을 약속했던 기억을 떠올리며, 불행하게도 사랑이 이루어지지 못해 청자와 이별해야만 하는 상황을 슬퍼하고 있다. 아일랜드의 애니 로리라고 할 수 있는 연가(戀歌)이다.
- 가사: http://www.ireland-information.com/irishmusic/redistherose.shtml